# Prix de la langue française
Ne doit pas être confondu avec Prix de la langue française (Académie française).
Le prix de la langue française est chronologiquement le premier grand prix français de la rentrée littéraire.

## Histoire
« Créé à l’initiative de la Ville de Brive en 1986, le Prix de la langue française distingue une personnalité du monde littéraire, artistique ou scientifique, dont l’œuvre contribue de façon importante à illustrer la qualité et la beauté de la langue française. »

## Jury
Le jury de ce prix, dont la présidence est tournante, est composé de membres de l'Académie française, de l'Académie Goncourt et d’autres écrivains.

### 2014
Laure Adler, Dominique Bona, Hélène Carrère d'Encausse, Paule Constant, Paula Jacques, Danièle Sallenave, Tahar Ben Jelloun, Franz-Olivier Giesbert, Jean-Noël Pancrazi, Bernard Pivot, Patrick Rambaud et Jean-Christophe Rufin.

### 2019
Laure Adler, Tahar Ben Jelloun, Dominique Bona, Hélène Carrère d'Encausse, Paule Constant, Franz-Olivier Giesbert, Paula Jacques, Dany Laferrière, Alain Mabanckou, Éric Neuhoff, Jean-Noël Pancrazi, Bernard Pivot, Patrick Rambaud, Jean-Christophe Rufin et Danièle Sallenave.

### 2021
Hélène Carrère d'Encausse, Dominique Bona, Dany Laferrière, Jean-Christophe Rufin, Danièle Sallenave, Tahar Ben Jelloun, Paule Constant, Patrick Rambaud, Laure Adler, Éric Fottorino, Franz-Olivier Giesbert, Paula Jacques, Alain Mabanckou, Éric Neuhoff, Jean-Noël Pancrazi, Bernard Pivot et François Sureau.

### 2022-2023
Laure Adler, Tahar Ben Jelloun, Éric Fottorino, Franz-Olivier Giesbert, Paula Jacques, Dany Laferrière, Alain Mabanckou, Éric Neuhoff, Jean-Noël Pancrazi et Danièle Sallenave,.